# Diego Sacoman
Diego Alessandro Aparecido Sacoman Silva, noto semplicemente come Diego Sacoman (Guarulhos, 15 dicembre 1986), è un calciatore brasiliano, difensore svincolato.

## Palmarès

### Club

#### Competizioni statali
- Campionato paulista: 1

Corinthians: 2009
- Campionato Pernambucano: 1

Santa Cruz: 2015

#### Competizioni nazionali
- Coppa del Brasile: 1

Corinthians: 2009